# Georges Albertini
Pour les articles homonymes, voir Albertini.
 (janvier 2017).
Georges Albertini, né le 13 mai 1911 à Chalon-sur-Saône (Saône-et-Loire) et mort le 30 mars 1983 à Paris, est un journaliste, homme politique socialiste, collaborationniste et militant anticommuniste français.
D'abord engagé à la Section française de l'Internationale ouvrière (SFIO) et à la Confédération générale du travail (CGT), il s'engage activement dans la Collaboration durant la Seconde Guerre mondiale en devenant un des animateurs du Rassemblement national populaire (RNP) fondé par Marcel Déat dont il devient le second à la tête du parti et le chef de cabinet après la nomination en 1944 de celui-ci au poste de ministre du Travail et de la Solidarité nationale. Après la guerre, il est jugé et condamné à cinq ans de travaux forcés. Libéré en 1948, il devient un militant anticommuniste de premier plan en fondant notamment le BEIPI (bulletin d'études et d'informations politiques internationales), renommé Est & Ouest en 1956, avec d'anciens membres du RNP comme Claude Harmel et Roland Silly et d'anciens communistes comme Boris Souvarine. Il devient aussi une éminence grise de plusieurs hommes politiques importants dont Georges Pompidou ou Jacques Chirac.

## Biographie

### Avant-guerre
Né d'un père cheminot d'origine corse (village de Sorbo-Ocagnano) et d'une mère femme de ménage, il intègre l’École normale supérieure de Saint-Cloud et devient professeur d'histoire et géographie et militant de la SFIO en 1932. Durant les années 1930, il collabore à la revue Nouveaux Cahiers dès 1937, où l'on tente de remédier à la crise par un rapprochement du patronat et des syndicats ouvriers en augmentant le rôle de l'élite technicienne et en mettant sur pied une politique pour favoriser les rapports économiques franco-allemands.
Il est membre des Jeunesses socialistes, de la Fédération de l'enseignement et de la CGT. De 1934 à 1939, il participe au Comité de vigilance des intellectuels antifascistes.
Pacifiste et munichois, il s'oppose à ce sujet au futur chef résistant Pierre Brossolette. Il s'oppose également à la guerre en 1939.

### Collaboration et procès
Mobilisé, décoré, ce socialiste pacifiste et anticommuniste salue l'armistice et se rallie à la collaboration franco-allemande. Il publie après la défaite des articles historiques dans le quotidien parisien L'Œuvre de Marcel Déat et devient le fondateur et le responsable départemental du Rassemblement national populaire (RNP) de l'Aube,, tout en étant professeur à l'école normale d'instituteurs de Troyes,. Il est également membre du comité directeur du Centre syndicaliste de propagande, issu de l'hebdomadaire de la gauche syndicaliste et collaborationniste L'Atelier, et membre du comité de direction de ce périodique, proche du RNP. Il y commente jusqu'en 1944 des ouvrages de partisans de la Collaboration mais aussi des livres d'histoire, et y publie des éditoriaux géopolitiques,.
Il devient à la fin de l'année 1941 le second de Déat en exerçant la fonction de secrétaire administratif puis de secrétaire général et organisateur du RNP, acquis à la Collaboration avec l'Allemagne nazie. Il fait des tournées en province, participe à des meetings, donne des conférences et apparaît bientôt de facto comme le véritable patron du parti. Il salue les nationaux-socialistes allemands en qui il voit des « frères en socialisme » et rêve de construire un « socialisme national » français. Il s'illustre notamment par son zèle de sergent recruteur contre la Résistance, par un anticommunisme et un antisémitisme certains, comme le confirme le titre d’un de ses éditoriaux à National populaire en juin 1942 : « Le communisme, entreprise juive ». Il est cependant partisan d'un antisémitisme nuancé, comme le montre sa polémique avec Maurice-Ivan Sicard, du PPF, en 1942. Il est également recruteur pour la Légion des volontaires français contre le bolchevisme (LVF). Il collabore aussi à l'agence de presse Inter-France.
Lorsque Déat est nommé ministre du Travail en mars 1944, Albertini devient son directeur de cabinet.
Il est arrêté à la Libération. À son procès en décembre 1944, il déclare qu'il n'a fait que suivre la voie tracée par Philippe Pétain et qu'il n'a commis qu'une erreur de jugement, certes « infiniment lourde », en croyant que l'Allemagne gagnerait la guerre. Il cache son admiration pour le national-socialisme et ment en affirmant qu'il était hostile à un engagement militaire de la France aux côtés de l'Allemagne et en assurant qu'il n'a pas fréquenté d'Allemands. Bien que reconnu coupable d'intelligence avec l'ennemi, il sauve sa tête, à la différence de collaborateurs moins éminents que lui comme Paul Chack, au bénéfice des circonstances atténuantes et grâce à des témoins à décharge et à une instruction et une accusation peu incisives. Il n'est condamné qu'à cinq ans de travaux forcés par la Cour de justice de la Seine,.
Il passe en prison trois ans et demi des cinq années de sa condamnation. En février 1948, une grâce présidentielle de Vincent Auriol, membre de la SFIO, lui permet de sortir de prison. Il a, selon Patrick Pesnot, bénéficié d'une « clémence assez incompréhensible », peut-être due au fait que son fils de 16 mois est mort lors de sa détention à la suite de maltraitances subies à l'assistance publique et que sa femme a été torturée lors de sa détention.

### L'après-guerre: l'anticommunisme
Le réseau d'amitiés et d'intérêts noué avant, pendant et après la guerre par Georges Albertini lui permet non seulement de survivre, mais d'exercer longtemps son influence. Il entre à la banque Worms comme « conseiller » à la direction générale, grâce à l'amitié d'Hippolyte Worms, avec lequel il a partagé un temps sa cellule à la prison de Fresnes.

Parallèlement, afin d'organiser le nouveau syndicat Force ouvrière, Albertini s'entoure d'anciens collaborateurs du RNP et monte à partir de 1948 une entreprise de « documentation politique » axée sur la lutte contre le communisme, dans le contexte de la guerre froide. Avec l'appui d'Émile Roche et le soutien financier du Groupement des industries métallurgiques - grâce notamment à Étienne Villey, son responsable -, puis des services américains,,, il fonde en 1949 l'Association d'études et d'informations politiques internationales. Elle publie notamment une revue bimensuelle consacrée à l'analyse du communisme dans le monde entier, le BEIPI (Bulletin d'études et d'informations politiques internationales), qui devient en 1956 Est § Ouest. Albertini note en 1981 :  cette revue 

« a été créée (...) pour faire mieux connaitre les réalités nationales et internationales du communisme. De cette route, la revue n'a jamais dévié. La règle était simple et l'est encore. Combattre le communisme intérieur et extérieur sans concession, et avec la meilleure documentation et interprétation de ses actes qu'il soit possible de proposer. Mais la règle a été, et elle demeure, de dénoncer, sans complaisance, ceux qui, pour une raison ou une autre, faisaient alliance avec le communisme. »

  Il réunit autour de lui des militants comme Claude Harmel, Pierre Celor, Henri Barbé, anciens du RNP, Lucien Laurat, Branko Lazitch (réfugié serbe, ancien résistant antinazi), Jean Madiran (issu de l'Action française) mais aussi (et surtout) Boris Souvarine, qui devient un des plus actifs collaborateurs de son bulletin d'information. Rapidement, l’activité du centre se diversifie avec la fondation officielle en 1951 du Centre d'archives et de documentation politique et sociale du 86, boulevard Haussmann (publication des Informations politiques et sociales hebdomadaire à destination de la presse, d'autres périodiques comme les Études sociales et syndicales de Claude Harmel, L'Observateur étudiant et L'Observateur municipal, de brochures, d'articles, de fiches pour les candidats aux élections, etc.) et elle s'étend à l'Amérique du Sud (création en 1961 de la revue Este y Oeste), à l'Italie (avec « Documenti sul comunismo » à partir de 1961) et plusieurs pays d'Afrique. Albertini est aussi le trésorier jusqu'en 1978 de l'Institut d'histoire sociale, reconstitué en 1954 par Souvarine, son secrétaire général jusqu'en 1976.
Le journaliste communiste René Andrieu qualifie le Centre d'Albertini d'« officine » dans le quotidien L'Humanité.
À la fin des années 1960, le noyau permanent d'Est § Ouest est constitué d'Albertini, Harmel (rédacteur en chef et directeur-gérant), Souvarine, Laurat, Lazitch, Manuel Castillo, Nicolas Lang et Jacques Olivier.
Georges Albertini cherche à être en parallèle un conseiller influent sous les IVe et Ve Républiques. Dans sa croisade contre le communisme, il est servi par le mélange de peur et d'aveuglement qui régnait pendant la guerre froide : peur de la menace soviétique d'un côté, aveuglement de ceux qui refusaient de voir les errements du système stalinien de l'autre. Grâce à la réceptivité qu'il trouvait auprès des diverses sensibilités anticommunistes, il parvint à tisser sa toile. Parmi ses nombreux contacts, on recense le préfet de police Jean Baylot, fondateur de la Grande Loge nationale française, le cardinal Eugène Tisserant ou encore le résistant Henri Frenay. Il fait office d'expert auprès des Renseignements généraux (RG) français dans le domaine de la lutte anticommuniste.
Collaborateur d'Albertini, le journaliste Morvan Duhamel affirme que : « Georges Albertini était si peu antisémite qu'il a travaillé avec de nombreux Juifs (Hippolyte Worms, Boris Souvarine, Raymond Aron…) et qu'il en comptait plusieurs dans son équipe d'Est & Ouest (Alexis Goldenberg…). Il n'a jamais été d'extrême droite et est resté longtemps socialiste. C'est d'ailleurs son ami d'avant-guerre Vincent Auriol qui, élu président de la République, l'a libéré du bagne en 1948 pour qu'il reprenne l'action au côté du parti socialiste SFIO, en particulier pour qu'il aide à la formation de syndicats Force ouvrière dans les différentes branches professionnelles. À cette époque, Albertini a aussi aidé Vincent Auriol à expliquer, dans une brochure, pourquoi il ne pouvait gracier le communiste Henri Martin, condamné pour intelligence avec l'ennemi en Indochine. Albertini était alors très proche de Guy Mollet et de son adjoint Pierre Commin. En 1953, il s'affichait encore comme très proche des sociaux-démocrates scandinaves et il me l'a écrit. Si vraiment Georges Albertini était l'affreux que dépeignent les communistes et leurs proches, aurait-il pu devenir le conseiller privilégié d'importantes personnalités politiques, de droite comme de gauche, et de hauts fonctionnaires du Quai d'Orsay, de la Police, de l'administration préfectorale et de plusieurs gouvernements étrangers ? ». 
Sa technique de documentation, sa propension à démasquer le dessous des choses ou à dénoncer l'ennemi intérieur (par exemple, Le Monde, présenté dans les années 1950, comme un auxiliaire du Kremlin du fait de son option neutraliste) convenaient au climat de l'époque. 
Il est reçu régulièrement par François Mitterrand qu'il fait soutenir financièrement.
Il devient également un conseiller très écouté de Georges Pompidou, Premier ministre du général De Gaulle, et, lorsque Pompidou est élu président de la République, Albertini conserve encore une grande influence sur ses deux conseillers Marie-France Garaud et Pierre Juillet. Il collabore également avec ces derniers lorsqu'ils sont dans l'entourage de Jacques Chirac qu'il rencontre et conseille personnellement. Philippe Lamy estime ainsi qu'il « n'est pas étranger » à l'appel de Cochin. 
Le monde politique sollicite ses conseils, jusqu'en 1981. Détournant des jeunes loups de l'extrême droite « tentés par l'action violente », à travers l'ALEPS, qui publie en 1974 le faux journal France-Matin, mais aussi via l'Institut supérieur du travail, financé par l'argent de la formation professionnelle et outil de propagande du patronat, il fut également le conseiller occulte – via Claude Harmel, pseudonyme de l'ancien collaborateur Guy Lemonnier – de, entre autres, Alain Madelin, Patrick Devedjian, Gérard Longuet et Hervé Novelli, et, via l'Institut d'histoire sociale, de Georges Pompidou.

## Ouvrages
- La Politique de Richelieu, éditions du RNP, 1943, préface de Marcel Déat.
- sous le pseudonyme Claude Varennes, Le destin de Marcel Déat : un témoignage de première main sur l'histoire de 4 années terribles, Paris, Janmaray, 1948, 254 p. (Lire en ligne)
- Cent ans de Boulevard Haussmann, Worms & Cie, 1978.

### Témoignages
- Morvan Duhamel, Entretiens confidentiels de Georges Albertini, Nantes, Amalthée, 2013, 800 p.
- Ibid. Les Écrits en prison de Georges Albertini, Amalthée, 2014, 332 p.
- Ibid., En mission pour Georges Albertini, Amalthée, 2014, 250 p.
- Ibid., Supplément aux entretiens de Georges Albertini, Amalthée, 2015, 210 p.

### Émissions de radio
- France Inter, Patrick Pesnot, Rendez-vous avec X, émissions du 27 mars et du 3 avril 2010
- Radio Courtoisie, Hugues Sérapion, Libre Journal des Lycéens, émission du 18 janvier 2014 : témoignage de Morvan Duhamel intitulé « “Georges Albertini, portrait d'un homme dans le siècle du communisme » : écouter l'émission en ligne
- Méridien Zéro, Dans l'ombre de Georges Albertini, émission du 6 septembre 2015 (no 244)

### Documentaire
- La Centrale, une histoire de l'anti-communisme, documentaire de Sébastien Tézé, Public Sénat, 1er mai 2021, voir en ligne.